# ولي ولي العهد
ولي ولي العهد في المملكة العربية السعودية هو منصب سياسي ملكي يعتبر حامله ثالث رجل في الدولة يصبح ولياً للعهد في حال خلو ولاية العهد وملكاً للبلاد في حال خلو منصبي الملك وولي العهد في وقت واحد. لمنصب ولي ولي العهد تسميات مقابلة أخرى في الدول ذات الحكم الوراثي، كالنائب الثاني ونائب ولي العهد وغيرها.

## السعودية
ومن أول الدول التي تبنت هذا المنصب هي المملكة العربية السعودية حيث أنها بدأت في عهد عبد الله بن عبد العزيز آل سعود الملك السادس للمملكة حين أمر في العشرين من آذار 2014 بتعيين الأمير مقرن بن عبد العزيز آل سعود ولياً لولي العهد.
| المنصب        | صاحب المنصب                       |
| ------------- | --------------------------------- |
| الملك         | الملك سلمان بن عبد العزيز آل سعود |
| ولي العهد     | الأمير محمد بن سلمان آل سعود      |
| ولي ولي العهد | شاغر                              |

### نص الأمر الملكي
نحن عبد الله بن عبد العزيز آل سعود ملك المملكة العربية السعودية
نأمر بما هو آت:
«أولاً: اختيار صاحب السمو الملكي الأمير مقرن بن عبد العزيز آل سعود ولياً لولي العهد، مع استمرار سموه نائباً ثانياً لرئيس مجلس الوزراء.»
"ثانياً: يُبايع صاحب السمو الملكي الأمير مقرن بن عبد العزيز آل سعود ولي ولي العهد، ولياً للعهد في حال خلو ولاية العهد، ويبايع ملكاً للبلاد في حال خلو منصبي الملك وولي العهد في وقت واحد." ويقتصر منصب ولي ولي العهد في البيعة على الحالتين المنوه عنهما في هذا البند."
«ثالثاً: يعد اختيارنا وتأييد ورغبة أخينا صاحب السمو الملكي ولي عهدنا لأخينا صاحب السمو الملكي الأمير مقرن بن عبد العزيز ولياً لولي العهد، وتأييد وموافقة هيئة البيعة على ذلك نافذاً اعتباراً من صدور هذا الأمر، ولا يجوز بأي حال من الأحوال تعديله، أو تبديله، بأي صورة كانت من أي شخص كائناً من كان، أو تسبيب، أو تأويل، لما جاء في الوثيقة الموقعة منا ومن أخينا سمو ولي العهد رقم 19155 وتاريخ 19 / 5 / 1435هـ».
عبد الله بن عبد العزيز آل سعود

### انتقال المنصب لأول مرة
وبعد وفاة عبد الله بن عبد العزيز آل سعود في 23 يناير / كانون الثاني 2015 تولى الأمير سلمان بن عبد العزيز آل سعود حكم البلاد ليصبح الملك سلمان بن عبد العزيز آل سعود ويصبح الأمير مقرن بن عبد العزيز آل سعود ولياً للعهد.

#### التعيين الثاني
وفي نفس اليوم عين الملك سلمان بن عبد العزيز آل سعود الأمير محمد بن نايف آل سعود ولياً لولي العهد.

#### التعيين الثالث
في التاسع والعشرين من شهر ابريل عام 2015 أمر الملك سلمان بن عبدالعزيز آل سعود باعفاء صاحب السمو الملكي الأمير مقرن بن عبد العزيز آل سعود من منصبه بناء على طلبه وتعيين الأمير محمد بن نايف بن عبد العزيز آل سعود وليًا للعهد وتعيين الأمير محمد بن سلمان آل سعود وليًا لولي العهد.

### جدول ولاية ولاية العهد
| ملك المملكة العربية السعودية         | ولي العهد                                  | ولي ولي العهد                              | تاريخ منصب و. و. العهد |
| ------------------------------------ | ------------------------------------------ | ------------------------------------------ | ---------------------- |
| الملك عبد الله بن عبد العزيز آل سعود | الأمير سلمان بن عبد العزيز آل سعود         | الأمير مقرن بن عبد العزيز آل سعود          | 2014-2015              |
| الملك سلمان بن عبد العزيز آل سعود    | الأمير مقرن بن عبد العزيز آل سعود          | الأمير محمد بن نايف بن عبد العزيز آل سعود  | 2015                   |
| الملك سلمان بن عبد العزيز آل سعود    | الأمير محمد بن نايف بن عبد العزيز آل سعود  | الأمير محمد بن سلمان بن عبد العزيز آل سعود | 2015-2017              |
| الملك سلمان بن عبد العزيز آل سعود    | الأمير محمد بن سلمان بن عبد العزيز آل سعود | شاغر                                       | -                      |

## الإمارات
حصل أمر شبيه بهذا القرار في دولة الإمارات العربية المتحدة حين أمر رئيس الدولة الشيخ زايد بن سلطان آل نهيان بتعيين الشيخ محمد بن زايد آل نهيان نائباً لولي عهد أبوظبي ولياً للعهد في حال خلو ولاية العهد.